# Lian Li
Lian Li Industrial Co., Ltd. — тайваньский производитель компьютерных корпусов, а также аксессуаров, основанный в 1983 году. Компания имеет штаб-квартиру в индустриальном парке Liu-Tu (кит. 六堵 工業 區) в Цзилуне. Является одним из крупнейших производителей алюминиевых корпусов для компьютеров в Тайване. Кроме того, компания выпускает алюминиевые столы, блоки питания компьютеров и различные аксессуары, жёсткие диски, кардридеры.
Lian Li является не только известным производителем корпусов для ПК и сопутствующих товаров, таких как кронштейны, интерфейсы и монтажные комплекты, они также выступают в качестве поставщика услуг OEM и ODM

## Продукция

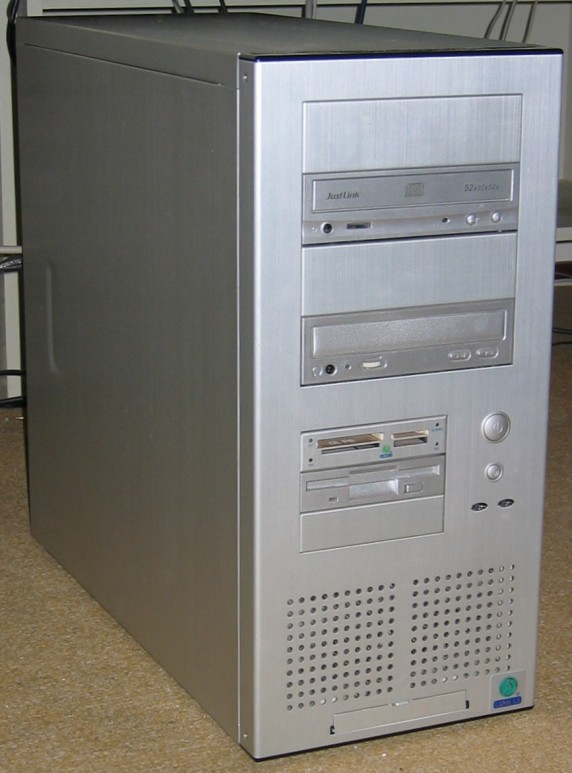
Lian Li PC-60 (2005 год)

Основная продукция компании Lian Li — корпуса компьютеров. Отмечается, что они стоят в среднем дороже, чем продукция компаний-конкурентов, однако изготовлены качественно и имеют привлекательный дизайн, поэтому эксперты находят такое завышение цены оправданным.
Серия корпусов Mini-Q — это корпуса форм-фактора mini-tower, рассчитанные на работу с материнскими платами формата mini-ITX и mini-DTX. Они подходят для сборки сравнительно компактного компьютера (неттопа). Примеры таких корпусов — Lian Li PC-Q07, Lian Li PC-Q11, Lian Li PC-Q30.
Серия Armorsuite — полноразмерные корпуса для высокопроизводительных компьютеров, в том числе игровых и оверклокерских. Примеры: Lian Li PC-P50, Lian Li PC-P80.
Одним из наиболее известных продуктов Lian Li стал корпус в виде паровоза — Lian Li PC-CK101, выпущенный в сентябре 2012 года. Информация о нём появилась ещё в мае, но тогда аналитики предположили, что он так и останется прототипом или шуткой разработчиков. Тем не менее, корпус всё же вышел в продажу. Покупателям стали доступны комплектации Standard и Premium. Последняя укомплектована электромотором и тремя метрами рельс, за счёт чего способна двигаться, как настоящая. С аппаратной же точки зрения данный корпус предназначен для материнских плат в форм-факторе mini-ITX.
В 2016 году был выпущен корпус в виде яхты — Lian Li PC-Y6.
Помимо корпусов, Lian Li производит и компьютерные столы. Так, на выставке Computex 2016 были представлены столы DK-04, DK-12 и DK-16, первый из которых одновременно является компьютерным корпусом и имеет прозрачную поверхность, сквозь которую видно работающие механизмы.

## Дочерняя марка LanCool
В 2009 году Lian Li запустила марку LanCool, под которой производятся корпуса без использования алюминия. Это позволило снизить цену. Такие корпуса могут быть собраны без использования дополнительных инструментов и предназначены для геймеров и поклонников компьютеров.